# Mimunt Hamido Yahia
Mimunt Hamido Yahia   (Melilla, 1961) és una activista nord-africana pels drets de les dones. És coneguda per significar-se en contra del hijab en considerar-lo un element patriarcal «que no forma part de la tradició del Marroc».

## Obra publicada
- No nos taparán: islam, velo, patriarcado.  Madrid: Akal, 2021. ISBN 978-84-460-4870-1.[3]